# Decymus Carfulenus
Decymus Carfulenus, łac. Decimus Carfulenus (zm. 43 p.n.e.) – Rzymianin, stronnik Gajusza Juliusza Cezara, służył w jego armii podczas wojny aleksandryjskiej. Po śmierci dyktatora ostatecznie opowiedział się za Oktawianem. Zginął w bitwie pod Mutiną. 
Decymus Carfulenus przypuszczalnie pochodził z rodziny ekwickiej. Podczas wojny aleksandryjskiej był jednym z legatów w siłach Cezara. Wedle relacji z tej kampanii miał się wyróżniać dużymi zdolnościami wojskowymi. Cezar mianował go senatorem, Carfulenus był pierwszym członkiem swojej rodziny, który dostąpił takiego awansu w hierarchii społecznej republiki. 
W 44 roku p.n.e. był jednym z trybunów ludowych. Po śmierci Cezara początkowo popierał Marka Antoniusza, jednak przeszedł na stronę republikanów. W listopadzie tego roku Antoniusz usunął go z senatu. Carfulenus przyłączył się wówczas do Oktawiana, bywa określany jako jeden z jego najwcześniejszych stronników. Wziął udział w kampanii przeciw Antoniuszowi. W bitwie pod Mutiną dowodził legionem Martia i zginął w tym starciu.